# Frauda cu colectarea hainelor

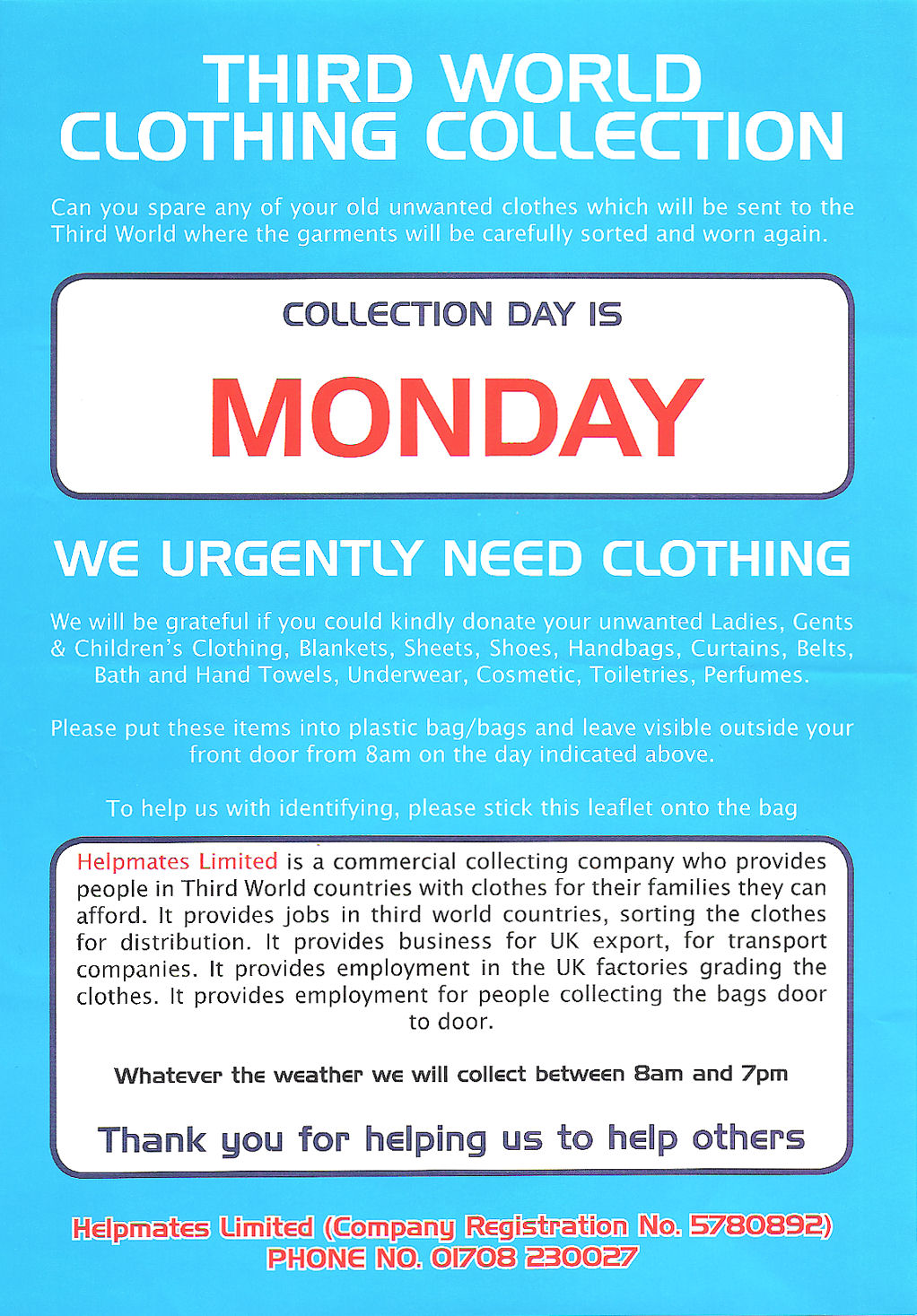
Un pliant de la o companie de colectare comercială

Frauda cu colectarea hainelor constă în activități desfășurate de companii sau grupuri care pretind că strâng haine uzate în scop caritabil, dar care în realitate le revând în interes propriu, fără a oferi sprijin organizațiilor caritabile. Aceste entități profită de încrederea publicului în inițiativele de donație și imită practicile legitime ale ONG-urilor, inducând în eroare donatorii prin pliante, saci de colectare și mesaje ambigue.
Fenomenul este răspândit în Regatul Unit, unde existența unei culturi consolidate a donațiilor a fost exploatată de rețele informale sau ilegale.

## Publicitate
O tactică frecvent utilizată de aceste companii este distribuirea de pliante într-o anumită zonă, urmată de retragerea rapidă înainte ca oamenii să-și dea seama că au fost înșelați. Pliantele pretind adesea în mod ilegal că firma este o organizație caritabilă sau că lucrează în parteneriat cu una cunoscută. De multe ori, în scris mic, se menționează că este o firmă comercială, dar textul principal sugerează contrariul, folosind formulări vagi precum „colectare pentru lumea a treia”.
Aceste companii sunt dificil de urmărit penal deoarece, adesea, nu sunt înregistrate legal sau folosesc denumiri fictive sau numele altor firme, fiind în realitate doar o grupare de persoane care cooperează informal pentru a revinde hainele colectate. Mulți dintre cei care distribuie pliantele și colectează sacii cu haine sunt muncitori ocazionali, neînregistrați oficial, iar companiile nu țin evidențe ale acestora, ceea ce îngreunează orice verificare.
O investigație realizată în 2016 de The Sunday Post a arătat că doar o mică parte din valoarea hainelor donate ajungea la cauze caritabile și a descoperit dovezi ale legăturilor cu rețele de crimă organizată.

## Prevenție
Pentru a evita să fie înșelați de companii sau grupuri care doar pretind că acționează în scop caritabil, donatorii ar trebui să verifice dacă organizația este înregistrată legal, de exemplu printr-un număr de înregistrare fiscală sau în registrele oficiale ale organizațiilor caritabile. Alte indicii despre legitimitatea companiei sunt prezența unui logo autentic, a unui site funcțional și a unor date de contact clare (adresă și număr de telefon verificabil). Astfel, donatorii ar trebui să doneze direct către centrele oficiale ale organizațiilor recunoscute (precum Crucea Roșie, Caritas sau Salvați Copiii) și să evite intermediarii anonimi care operează prin saci de colectare lăsați la uși.